# Верцман, Израиль Ефимович
Израиль Ефимович Верцман (5 января 1906, Могилёв-на-Днестре — 11 октября 1992) — советский литературовед, литературный и художественный критик; кандидат филологических наук (1940).

## Биография
В 1930 году окончил ВХУТЕИН, в 1933 аспирантуру МГПИ. Перед Великой Отечественной войной был заведующим отделом журнала «Литературное обозрение».
Участник Великой Отечественной войны. С июля 1941 года боец народного ополчения, с августа 1941 года военный корреспондент-литератор газеты «За Советскую Родину» 10-й армии, с января 1942 года инструктор-литератор газеты на немецком языке (на Волховском фронте), с октября 1942 года переводчик-корреспондент редакционно-издательского отделения 7-го отдела политуправления Волховского фронта, затем начальник 7-го отдела. Капитан административной службы. Награждён медалями «За оборону Ленинграда» (1944), «За боевые заслуги» (1944), орденом Красной Звезды (1945). В 1947 году вступил в ВКП(б).
Преподавал историю зарубежной литературы и эстетику в Военно-морской академии (Ленинград, 1945—1947), во ВГИКе (1947—1952), в Алма-Атинском педагогическом институте (1952—1954). В 1954—1970 гг. работал научным редактором редакции литературы и языка издательства «Советская Энциклопедия». Участвовал в создании «Краткой литературной энциклопедии».
Член Союза писателей СССР (1970), Союза писателей Москвы.

## Творчество
Печатался с 1930 года. Работы, посвящённые вопросам идеологии и реализма Просвещения, сыграли заметную роль в оформлении концепции Просвещения в советском литературоведении.

### Избранные сочинения
- Верцман И. Е. Гамлет Шекспира. — М.: Художественная литература, 1964. — 143 с. — 30 000 экз.
- Верцман И. Е. [Предисловие] // Руссо Ж.-Ж. Избранное : [Главы и отрывки из сочинений] / Пер. с франц; Сост. и примеч. И. Верцмана. — М.: Детская литература, 1976.
- Верцман И. Е. Проблемы художественного познания. — М.: Искусство, 1967. — 342 с. — 10 000 экз.
- Верцман И. Е. Рембрандт : [Очерк]. — М.; Л.: Искусство, 1936. — 59 с. — 6000 экз.
- Верцман И. Е. Рембрандт и реализм // Невежина В. М. Рембрандт. — [Л.]: Б. и., 1935. — С. 119—137.
- Верцман И. Е. Жан-Жак Руссо. — М.: Гослитиздат, 1958. — 271 с. — 10 000 экз.
  - . — 2-е изд., перераб. и доп. — М.: Художественная литература, 1976. — 310 с. — 10 000 экз.
- Верцман И. Е. Лоренс Стерн : 1713—1768 // Стерн Л. Сентиментальное путешествие : Воспоминания. Письма. Дневник / Пер. и прим. А Франковского. — М.: Гослитиздат, 1940. — С. III—XXXI.

## Критика
Писатель Юрий Нагибин в своём дневнике упомянул о предполагаемых доносах Верцмана: «Спустя много лет я узнал, что Верцман все время лил на меня помои в 7-м отделе; к счастью, дальше третирования, мелочных придирок дело не пошло».

## Награды
- орден Красной Звезды
- медали.